# Bloch MB.210

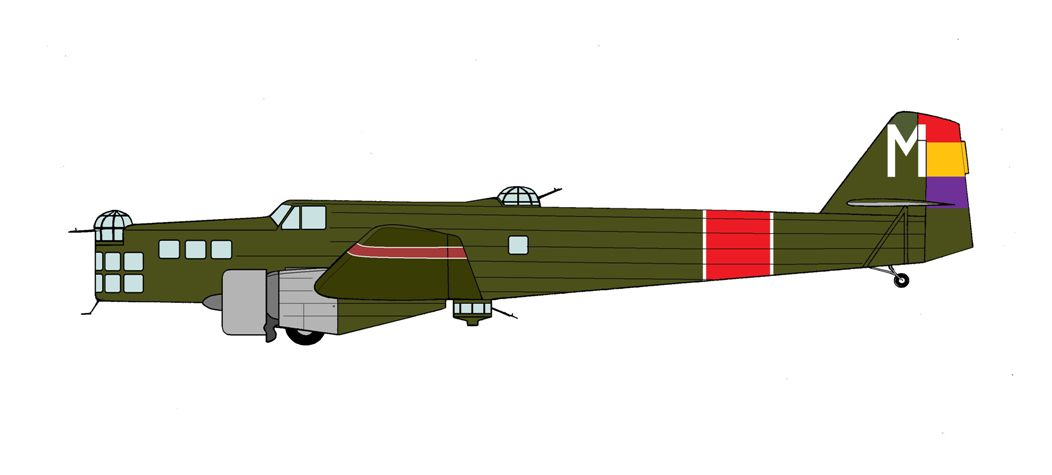
Bloch 210 der Luftwaffe der Zweiten Spanischen Republik

Die Bloch MB.210 war ein französischer Bomber aus dem Jahre 1935. Der Typ rüstete zu Beginn des Zweiten Weltkrieges einen großen Teil der Bomberverbände der Armée de l’air aus.

## Entwicklung und Produktion
Die Bloch MB.210.01 war ein von der Société des Avions Marcel Bloch im Jahr 1933 konstruiertes Flugzeug. Es entstand als Antwort auf eine Spezifikation für einen schweren Torpedobomber, welche die französische Marine im Jahr 1932 veröffentlicht hatte. Es handelte sich um einen Ganzmetall-Tiefdecker mit einziehbarem Fahrwerk, der einen Rumpf mit viereckigem Querschnitt sowie u-förmig abgerundetem Bug hatte und ansonsten noch viele Merkmale der Bloch MB.200 aufwies. Den Antrieb lieferten zwei je 760 PS starke Gnôme-Rhône 14Kdrs/grs-Sternmotoren. Der Erstflug dieses Flugzeugs erfolgte am 24. November 1934 in Villacoublay. Daraufhin wurde der Prototyp der Marine vorgeführt. Diese hatte aber keine Verwendung für einen Bomber mit Landfahrwerk und verlangte den Umbau des Prototyps zu einem Schwimmerflugzeug.
Das Flugzeug wurde daraufhin nach Marignane zum Umbau überführt. Die neue, mit Schwimmern ausgestattete Version flog erstmals im Januar 1936 und wurde einen Monat später an das CEPA (Fluggerät-Evaluationsstelle der französischen Marine) überstellt. Die dortigen Tests zeigten, dass die Leistungen des Typs hinter den Erwartungen zurückblieben, insbesondere die Reichweite, die sich als zu gering für einen Torpedobomber erwies. Die Marine kaufte das Flugzeug und behielt es bis 1940 im Dienst, entschied sich jedoch vorerst nicht zur Bestellung einer Serie. Obwohl es dazu im Jahre 1937 angesichts des drohenden Krieges doch noch kam und die Marine acht weitere dieser Schwimmerflugzeuge, die nunmehr die Bezeichnung MB.218 trugen, bei der SNCASO bestellte, kam es nie zur Auslieferung.
Kurioserweise entwickelte in der Zeit, in der die Marine den Typ ablehnte, die Armée de l’air Interesse und erwog angesichts der vom Deutschen Reich ausgehenden neuen Bedrohung, die bislang mit veraltenden Typen wie Bloch MB.200 und Lioré & Olivier LeO 20 ausgerüsteten Bomberstaffeln mit der MB.210 zu modernisieren. Es erging eine Bestellung über einen eigenen Prototypen, der die gleiche Bezeichnung trug wie die Maschine der Marine (Bloch MB.210.01), sich aber schon deutlich von jener unterschied. Er erhob sich erstmals am 12. Dezember 1935 in die Luft und wurde im Januar 1936 an das CEMA überstellt. Nach einer Reihe von Tests entschied sich die Armée de l’air, eine Serie von 270 Maschinen zu bestellen, die zwischen 1935 und 1937 ausgeliefert werden und – abweichend vom ersten Prototyp – Motoren vom Typ Gnôme-Rhône 14Kirs/jrs bekommen sollten. Sie erhielten die Bezeichnung MB.210BN.4, waren also für die Rolle von Nachtbombern vorgesehen (BN = „Bombardier de Nuit“). Um die Produktion zu beschleunigen, wurden auch andere französische Unternehmen als Lizenznehmer beteiligt, unter anderem ANF Les Mureaux, Hanriot, Potez und Renault. Die bei Hanriot produzierten Maschinen waren für ein zusätzliches Besatzungsmitglied ausgelegt und erhielten daher die Bezeichnung MB.210BN.5.
Insgesamt wurden 298 Maschinen des Typs gefertigt. Darunter befand sich eine Bestellung über 24 Stück für die Luftstreitkräfte Rumäniens, von denen aber nur zehn mit Sicherheit ausgeliefert wurden. Drei von Hanriot gefertigte Maschinen sowie die MB.210.01 selbst wurden an die Republik Spanien geliefert.
Parallel zur Entwicklung der (für die Armée de l’air bestimmte) MB.210.01 baute Bloch einen zweiten Prototyp MB.211.01, der andere Motoren erhielt. Es handelte sich um 860 PS starke Hispano-Suiza 12Ybrs. Die MB.211.01 war vollständig aus Aluminium gebaut und trug Anstrich und Markierungen der Aéronautique Navale. Die Maschine wurde im November 1934 auf dem Pariser Luftfahrtsalon ausgestellt und im Dezember des Jahrs in das Werk in Villacoublay gebracht, flog allerdings erst Mitte 1935. Da hierbei trotz der neuen Motorisierung keine bemerkenswerten Leistungsverbesserungen verzeichnet wurden, wurde die Version erneut umgebaut, auf 940 PS starke Hispano-Suiza 14Aa-00/01-Motoren umgerüstet und erhielt die neue Bezeichnung MB.212.01. Auch diese Version blieb hinter den Erwartungen zurück, so dass das Projekt fallengelassen wurde.

## Einsatz
Die Umrüstung der französischen Bomberverbände auf die Bloch MB.210 war für die Besatzungen zunächst mit Komplikationen verbunden. Das Muster war der erste relativ moderne Bombertyp der Armée de l’air, der Neuerungen wie ein einziehbares Fahrwerk sowie verstellbare Propeller mitbrachte und zudem eine wesentlich höhere Landegeschwindigkeit aufwies. Dies stellte die Besatzungen vor ungekannte Herausforderungen. Nach der Indienststellung dieses Typs gingen daher viele Maschinen durch menschliches Versagen verloren.
Hinzu kam die enorme Unzuverlässigkeit der Gnôme-Rhône 14Kirs/jrs-Motoren, die zur Überhitzung tendierten. Im Laufe der Zeit wurden sie daher je nach Verfügbarkeit durch 910 PS starke Gnôme-Rhône 14N10/11 oder Gnome-Rhône 14N20/21 ersetzt.
Zu Beginn des Zweiten Weltkrieges waren 12 von 33 Groupes de Bombardement der Armée de l’air mit der Bloch MB.210 ausgerüstet, nämlich:
- GB I/11 und GB II/11
- GB I/12 und GB II/12
- GB I/19 und GB II/19
- GB I/23 und GB II/23
- GB I/21 und GB II/21
- GB I/51 und GB II/51

Diese setzten sie zu Nacht- und auch zu Tagbombardements ein, denn es stand der Armée de l’air damals noch kein Flugzeugtyp zur Verfügung, der letztgenannte Aufgabe besser übernehmen könnte. Schon bald zeigte sich, dass die Maschinen weder dem Stand der Technik entsprachen noch in der Lage waren, ihre Aufgabe zu erfüllen. Beim Angriff der Deutschen im Mai 1940 war die Umrüstung der Groupes de Bombardement auf modernere Typen wie LeO 451 und Amiot 351 erst zum Teil abgeschlossen, so dass die MB.210 auch noch in dieser Phase des Krieges vereinzelt zum Einsatz gelangten. Die ersetzten Maschinen wurden nach und nach an Trainingseinrichtungen abgegeben.
Auch wenn die MB.210 bei den Besatzungen unbeliebt war und in der französischen Presse kritisiert wurde (beide bezeichneten sie oft auf Grund der Unfallserien bei ihrer Einführung als „fliegende Särge“), waren die verzeichneten Verluste im Kampf doch vergleichsweise gering. In Kampfeinsätzen gingen sieben Maschinen verloren, davon zwei durch Unfälle. Neun wurden irreparabel beschädigt, drei fielen deutschen Luftangriffen zum Opfer.
Zum Zeitpunkt des Waffenstillstands zwischen Frankreich und dem Deutschen Reich befanden sich noch etwa 120 Exemplare der MB.210 in der unbesetzten Zone Frankreichs sowie weitere 20 in Nordafrika. Sie setzten ihren Dienst in der Luftwaffe der Vichy-Regierung fort. Bei der Besetzung deren Territoriums durch deutsche und italienische Truppen im Jahre 1942 erbeuteten die Deutschen 42 Maschinen des Typs, von denen sie sechs Stück an Bulgarien weiterleiteten.

## Technische Daten
| Kenngröße             | Daten |
| --------------------- | --- |
| Länge                 | 18,90 m |
| Höhe                  | 6,15 m |
| Spannweite            | k. A. |
| Flügelfläche          | 72,0 m² |
| Antrieb               | zwei Sternmotoren vom Typ Gnome-Rhône 14Kirs/jrs mit je 900 PS Leistung, später geändert zu Gnôme-Rhône 14N10/11 oder Gnome-Rhône 14N20/21 mit je 910 PS |
| Höchstgeschwindigkeit | 334 km/h |
| Steigrate             | 333 m/min bzw. 5,5 m/s |
| Dienstgipfelhöhe      | 9.850 m |
| Reichweite            | 1.000 km (mit 1.000 kg Zuladung) |
| Leermasse             | k. A. |
| Startmasse            | k. A. |
| Besatzung             | 4 oder 5 (je nach Version) |
| Bewaffnung            | drei 7,5-mm-MGs vom Typ MAC 1934 max. 1.600 kg Bombenzuladung, im Detail: 2 oder 3 × 200 kg und 6 × 64 kg oder 10 × 50 kg oder 1 × 1000 kg               |

## Einsatzländer
- Frankreich
- Vichy-Frankreich
- Bulgarien
- Deutsches Reich
- Rumänien
- Spanien